# Porta Maggiore (Bologna)
Porta Maggiore (pôrta ed Stra Mażåur in bolognese, oggi conosciuta anche come Porta Mazzini) è una delle porte della terza cinta muraria della città di Bologna.

## Storia
Porta Maggiore sorge all'estremità est del centro storico, lungo la via Emilia in direzione di San Lazzaro, nel punto in cui questa cambia nome da Strada Maggiore a via Mazzini, in corrispondenza dell'incrocio con gli attuali viali di Circonvallazione. Edificata per la prima volta nella seconda metà del XIII secolo, realizzata in laterizio, per secoli è stata la porta principale di Bologna.
Nel 1507 Giulio II la fortificò facendo costruire una rocchetta e inglobando il vecchio cassero, facendo spostare più a nord il varco con una nuova apertura nelle mura. Successivamente, l'ingresso venne pian piano riallineato alla strada principale, e si costruì un nuovo ponte. All'inizio del XVII secolo dal lato esterno della porta vennero edificati i portici che conducevano a Santa Maria degli Alemanni.
La Porta ha poi subito una riedificazione nel 1770 su progetto dell'architetto Gian Giacomo Dotti, ma nel 1903 ne fu decretata la demolizione. A lavori iniziati però, nel 1909, si animò un dibattito che portò all'arresto della distruzione della porta ed i ruderi rimasti vennero conservati e restaurati dall'architetto Alfonso Rubbiani.

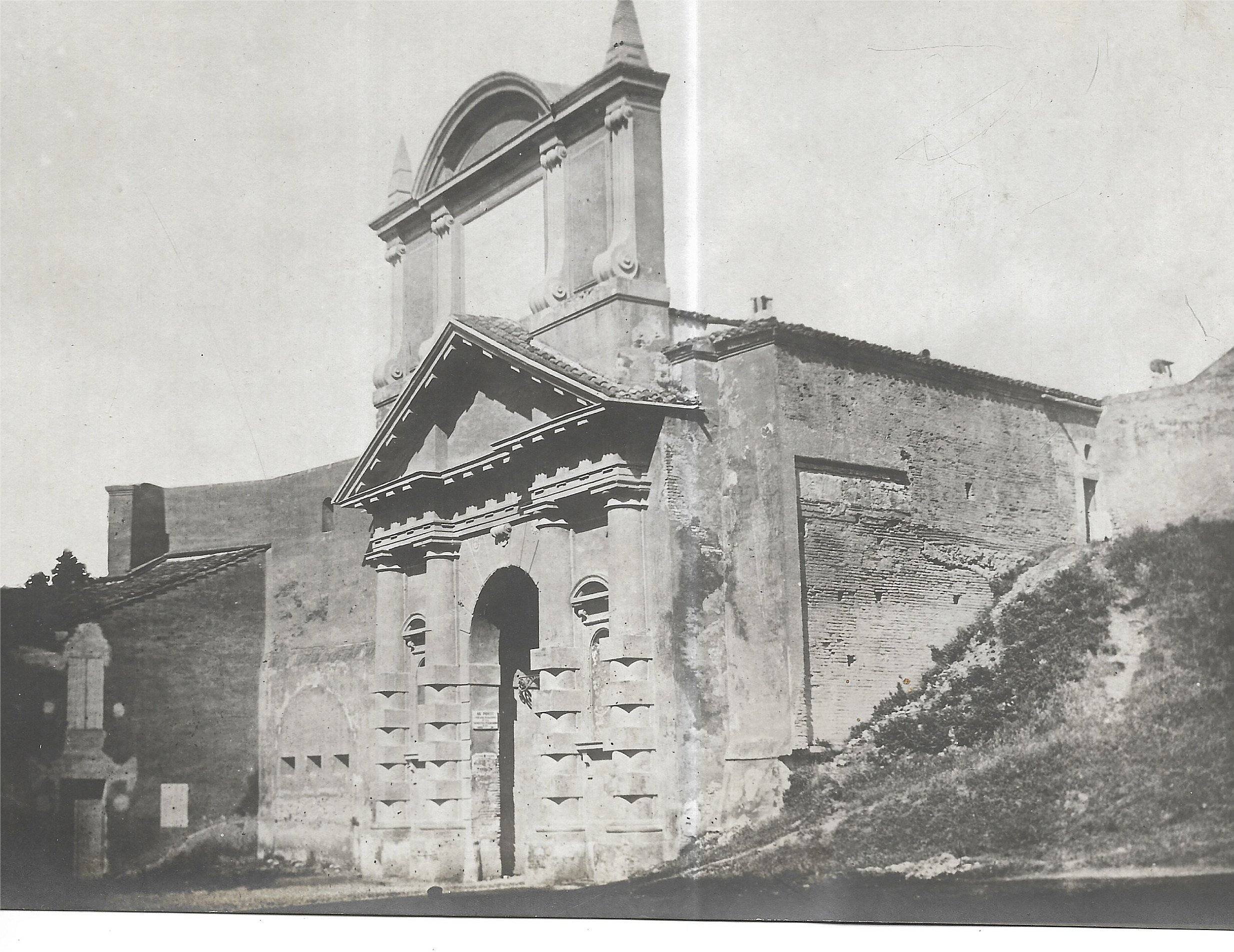
La porta nel suo aspetto barocco prima dei lavori novecenteschi.

Porta Maggiore, così come le altre porte della terza cinta, è stata soggetta a importanti lavori di restauro fra il 2007 e il 2009.